# 三田綱秀
三田 綱秀（みた つなひで、延徳3年（1491年）? - 永禄6年（1563年））は、戦国時代の武蔵の武将。三田政定の子。勝沼城、辛垣城城主。弾正少弼。三田綱定と同一人物の可能性も否めない。
三田氏は、室町時代には関東管領山内上杉氏に従っていたが、戦国期に同氏が衰えると、代わりに勢力を伸ばしてきた後北条氏の傘下に入った。永禄2年（1559年）に後北条氏が作成した『小田原衆所領役帳』には他国衆として記されている。
しかし、永禄3年（1560年）、長尾景虎が上杉憲政を擁して関東に出陣してくると、綱秀もこれに従い「関東幕注文」に名を連ね、永禄4年（1561年）の小田原城包囲にも参加した（小田原城の戦い）。景虎帰陣後、彼に従った関東の武将の多くが再び後北条氏の傘下に入る中、綱秀は以後も後北条氏に抵抗し続けた。
綱秀は防衛に向かない勝沼城から堅固な辛垣城に移って頑強に抵抗を続けるが、北条氏照の攻撃によって永禄6年（1563年）に同城は落城した（辛垣城の落城時期については永禄4年、永禄5年説もある）。綱秀は岩槻城の太田資正の元へ落ち延び、そこで自刃した。享年は73といわれている。
嫡男の十五郎と次男の喜蔵は家臣に託されたが、十五郎は永禄6年（1563年）、喜蔵は永禄7年（1564年）に没した。他に五郎太郎という子もいたらしいが、彼は元亀3年（1572年）に伊豆で自殺したという。
東京都青梅市の乗願寺は、綱秀所用と伝わる兜の前立と軍旗を所蔵している（2点とも青梅市指定有形文化財）。